# 다구치 다이시
다구치 다이시(일본어: 田口 泰士, 1991년 3월 16일 ~ )는 일본의 축구 선수이다.

## 구단 경력
그는 2009년부터 J리그의 나고야 그램퍼스, 주빌로 이와타, 제프 유나이티드 지바에서 뛰었다.

## 국가대표팀 경력
그는 2014년 10월 10일 자메이카과의 경기에서 일본 국가대표팀에 데뷔했다. 그는 국제 A매치 통산 3경기에 출전했다.

## 통계
| 일본 | 일본 | 일본 |
| 연도 | 출전 | 득점 |
| ---- | ---- | ---- |
| 2014 | 3    | 0    |
| 통산 | 3    | 0    |